# Seventh Heaven (Kalafina)
Seventh Heaven è il primo album studio del gruppo femminile giapponese Kalafina, pubblicato il 4 marzo 2009 in Giappone ed il 26 maggio 2009 negli Stati Uniti d'America. L'album è arrivato all'ottava posizione della classifica Oricon degli album più venduti in Giappone.

## Tracce
1. overture
2. oblivious
3. love come down
4. Natsu no Ringo (夏の林檎)
5. fairytale
6. ARIA
7. Mata Kaze ga Tsuyoku natta (また風が強くなった)
8. Kizuato (傷跡, Scar?)
9. serenato
10. Ongaku (音楽)
11. Ashita no Keshiki (明日の景色)
12. sprinter
13. Kimi ga Hikari ni Kaete yuku (君が光に変えて行く)
14. seventh heaven